# Пророк Єзекіїль (Мікеланджело)
«Пророк Єзекіїль» (італ. Ezechiele) — фреска Мікеланджело Буонарроті на стелі Сикстинської капели (Ватикан), створена ним протягом 1508–1512 років. Фреска зображає одного із чотирьох «великих» біблійних пророків — Єзекіїля.

## Опис
Фреска із пророком розміщена праворуч від входу, між фресками «Еритрейська сивіла» та «Перська сивіла», навпроти п'ятої сцени «Створення Єви».
|                                                                                  |
| Зліва направо: Пророк Єзекіїль, «Створення Єви (Мікеланджело)», «Кумська сивіла» |

Вазарі так описав пророка:
|  | Поряд з нею [з Перська сивілою] — старий пророк Ієзекіїль, сповнений руху і краси, одягнений у широкий плащ; він тримає в одній руці згорток з пророцтвами і, піднісши другу, збирається провістити щось високе й велике. Два хлопчики позаду нього тримають книгу.. |

## Виноски
1. ↑  Вазарі, 1970, с. 334.